# Yūsei Matsui
Yūsei Matsui (松井優征, Matsui Yūsei?) (Saitama, Japón, 31 de enero de 1979) es un mangaka conocido por ser el creador de Majin Tantei Nōgami Neuro y Ansatsu Kyoshitsu. El es el asistente de Yoshio Sawai, el mangaka de Bobobo,Tanto como Neuro y Assassination han sido llevados al anime. En el episodio 25 de Neuro, tiene un cameo de voz con el mangaka. 
En 2021, el autor comenzó a publicar un nuevo manga con temática histórica titulado "Nige Jōzu no Wakagimi" (逃げ上手の若君?) en la revista Shōnen Jump.

## Trabajos
| Título                                         | Año             | Notas                                                            | Referencias |
| ---------------------------------------------- | --------------- | ---------------------------------------------------------------- | ----------- |
| Majin Tantei Nōgami Neuro                      | 2005–09         | Serializado en la Shūkan Shōnen Jump, publicado con 23 volúmenes |             |
| Rikon Choutei (離婚調停, Divorce Concilation") | 2009            | One-shot en la Shūkan Shōnen Jump                                |             |
| Tokyo Depato Sensou Taikenki                   | 2011            | One-shot                                                         |             |
| Ansatsu Kyoshitsu                              | 2012–2016       | Serializado en la Shūkan Shōnen Jump, publicado con 21 volúmenes |             |
| F-ken                                          | 2019            | One-shot                                                         |             |
| Nige Jōzu no Wakagimi                          | 2021-Actualidad | Serializado en la Shūkan Shōnen Jump                             |             |